# Chevrolet Nova
Der Chevrolet Nova (1962 bis 1968: Chevy II) war ein Mittelklasseautomobil, welches vom US-amerikanischen Automobilhersteller General Motors (GM) unter der Automobilmarke Chevrolet von 1962 bis 1979 hergestellt wurde. Nachfolger des 1979 Nova war der Chevrolet Citation.
Die Bezeichnung Chevrolet Nova trug ebenfalls eine von Chevrolet von 1986 bis 1988 angebotene Version des Toyota Corolla, dessen Nachfolger der Geo Prizm wurde.

## Chevy II/Nova

### Erste Generation (1962–1967)
Die erste Generation des Chevy II ab 1964 auch das Modell Nova umfasste die Modelle Chevy II, Chevy II Nova und Nova mit den Serien 100, 111, 113, 115, 117, 300 und 400. Die Nummernfolgen bezeichneten die verschiedenen Ausstattungen und Motorvarianten der Serie.
| Baujahr | Bezeichnung       | Seriennr. R4 | Seriennr. R6/V8 |
| ------- | ----------------- | ------------ | --------------- |
| 1962    | Chevy II 100      | 100          | 100             |
| 1962    | Chevy II 300      | 300          | 300             |
| 1962    | Chevy II Nova     |              | 400             |
| 1963    | Chevy II 100      | 100          | 100             |
| 1963    | Chevy II 300      | 300          | 300             |
| 1963    | Chevy II Nova 400 |              | 400             |
| 1964    | Chevy II 100      | 100          | 100             |
| 1964    | Nova 400          |              | 400             |
| 1964    | Nova SS           |              | 400             |
| 1965    | Chevy II 100      | 111          | 113             |
| 1965    | Chevy II Nova     |              | 115             |
| 1965    | Chevy II Nova SS  |              | 117             |
| 1966    | Chevy II 100-4    | 111          |                 |
| 1966    | Chevy II 100-6    |              | 113             |
| 1966    | Chevy II Nova     |              | 115             |
| 1966    | Nova SS           |              | 117             |
| 1967    | Chevy II 100      | 111          | 113             |
| 1967    | Chevy II Nova     |              | 115             |
| 1967    | Nova SS           |              | 117             |

Als Antwort auf den Ford Falcon führte Chevrolet im September 1961 den, im Gegensatz zum Chevrolet Corvair, sehr konventionell gestalteten (Frontmotor, Hinterradantrieb) Chevy II ein. Die Karosserie ab der Spritzwand war selbsttragend. Die Front wurde mit einem zusätzlichen Stahlhilfsrahmen realisiert, auf dem Motor und Getriebe gelagert waren sowie das Blechkleid mit Kotflügeln, Motorhaube und Frontgrill mit Kühlerzarge befestigt waren. Dieser Rahmen war mittels Gummiblöcken (Silentblöcke) mit der Karosserie verschraubt, um Schwingungen oder Vibrationen zu eliminieren. Dies sollte unter anderem für eine Entkopplung der Fahrgastzelle vom Antrieb sorgen.
In den Baureihen 100, 300 und Nova wurden zweitürige Coupés, viertürige Limousinen, drei- und fünftürige Kombimodelle und ein Cabriolet angeboten. Zur Wahl standen ein 2,5-Liter-OHV-Vierzylinder-Reihenmotor (66 kW/91 SAE-PS) und ein 3,2 Liter großer OHV-Reihensechszylinder (90 kW/122 SAE-PS) sowie ein Dreigang-Schaltgetriebe und eine Powerglide-Zweigang-Automatik.
1963 war erstmals das Super-Sport-Paket für den Chevy II Nova erhältlich, das überwiegend optischer Natur war. 1964 entfielen die Serie 300 und das Cabriolet und der Nova Super Sport wurde als eigene Ausstattungslinie geführt; neu im Angebot war ein 4,6-Liter-V8 (146 kW/198 SAE-PS).
Zum Modelljahr 1966 erfolgte eine gründliche Überarbeitung der Karosserie mit neuen Front- und Heckpartien; das Motorenangebot wurde deutlich erweitert und reichte jetzt vom Vierzylinder bis zu einem 261 kW (355 SAE-PS) starken 6,4-Liter-V8, der in 200 Nova SS gelangte. Die Ausstattungslinien hießen weiterhin 100, Nova und Nova Super Sport. Stärkster Motor im Modelljahr 1967 war ein 205 kW (279 PS) leistender 5,4-Liter.
Vom Chevy II und Nova der ersten Generation wurden in 6 Jahren 1,25 Millionen Einheiten gefertigt.

### Zweite Generation (1968–1979)
Die zweite Generation umfasste ebenfalls die Modelle Chevy II Nova. Ab 1969 hieß der Wagen offiziell nur noch Nova. Die Modellreihe bestand aus den Serien 111, 113, 114, 1X und 1Y.
| Baujahr | Bezeichnung   | Seriennr. R4 | Seriennr. R6 | Seriennr. V8 |
| ------- | ------------- | ------------ | ------------ | ------------ |
| 1968    | Chevy II Nova | 111          | 113          | 114          |
| 1969    | Nova          | 111          | 113          | 114          |
| 1970    | Nova          | 111          | 113          | 114          |
| 1971    | Nova          |              | 111          | 113          |
| 1972    | Nova          |              | 1X           | 1X           |
| 1973    | Nova          |              | 1X           | 1X           |
| 1973    | Nova Custom   |              | 1Y           | 1Y           |
| 1974    | Nova          |              | 1X           | 1X           |
| 1974    | Nova Custom   |              | 1Y           | 1Y           |
| 1975    | Nova S        |              | 1X           | 1X           |
| 1975    | Nova          |              | 1X           | 1X           |
| 1975    | Nova Custom   |              | 1Y           | 1Y           |
| 1975    | Nova LN       |              | 1Y           | 1Y           |
| 1976    | Nova          |              | 1X           | 1X           |
| 1976    | Nova Concours |              | 1Y           | 1Y           |
| 1977    | Nova          |              | 1X           | 1X           |
| 1977    | Nova Concours |              | 1Y           | 1Y           |
| 1978    | Nova          |              | 1X           | 1X           |
| 1978    | Nova Custom   |              | 1Y           | 1Y           |
| 1979    | Nova          |              | 1X           | 1X           |
| 1979    | Nova Custom   |              | 1Y           | 1Y           |

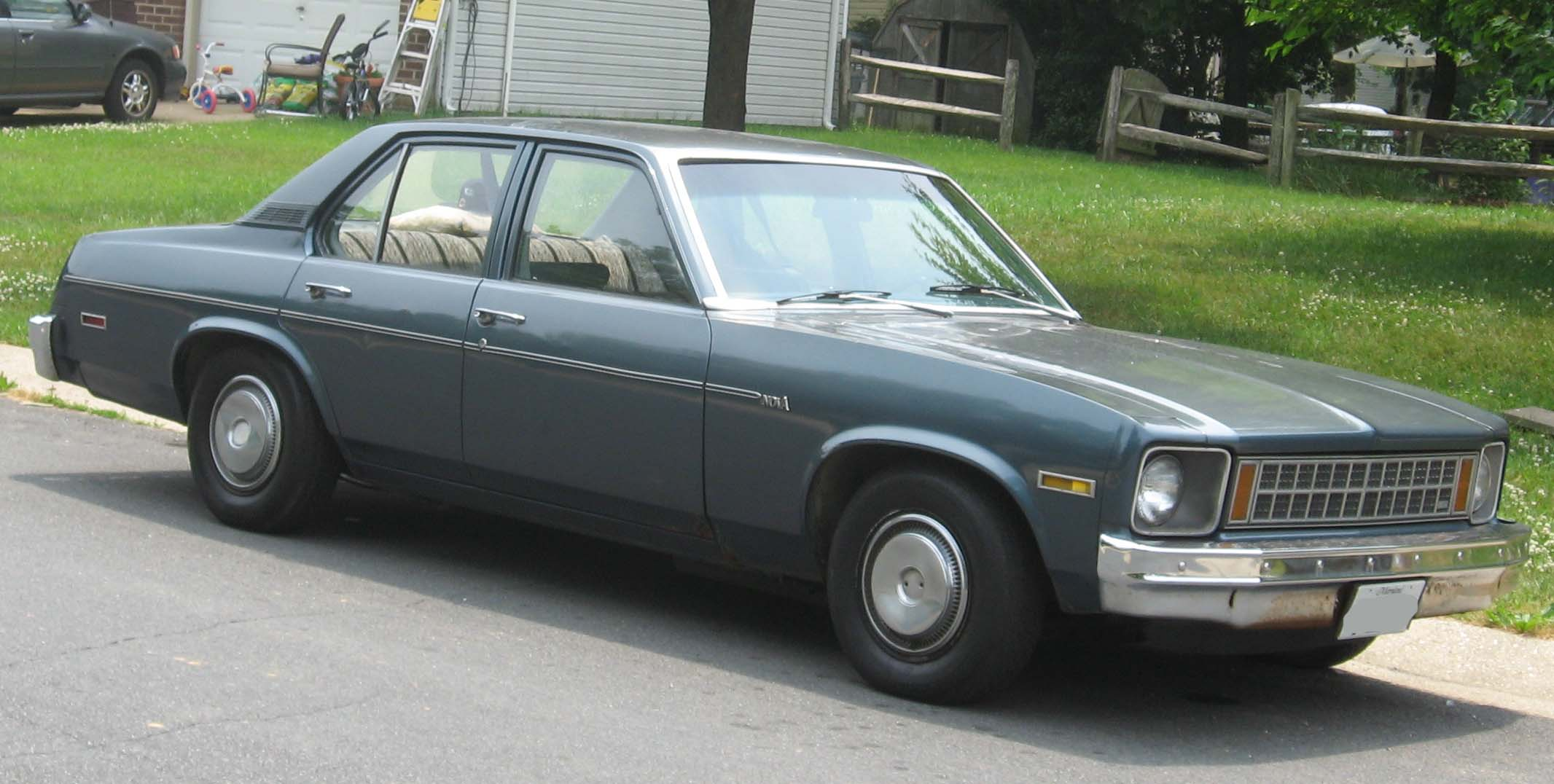
Chevrolet Nova Sedan Serie 1X (1975–1979)

Im Herbst 1967 erschien auf etwas längerem Radstand (+25 mm) ein neuer Chevy II Nova mit längerer und breiterer Zwei- und Viertürenkarosserie. Es gab nur eine Ausstattungsvariante, Basismotor blieb der selten bestellte 2,5-Liter-Vierzylinder, darüber rangierten Reihensechszylinder von 3,8 oder 4,1 Litern Hubraum mit 104–115 kW (142-157 SAE-PS) und V8-Motoren von 5,0 und 5,4 Litern Volumen mit 149–242 kW (203-329 SAE-PS) sowie ein 6,6-Liter-V8 in den zwei Leistungsstufen 261 und 279 kW (355 bzw. 380 SAE-PS). Serienmäßig war ein Dreigang-Schaltgetriebe, gegen Mehrpreis gab es die zweigängige Powerglide- oder, bei den hubraumstärksten Achtzylinder, die dreigängige Turbohydramatic-Automatik.
1970 wurde, wie in fast jedem Jahr, der Kühlergrill leicht modifiziert. 1971 entfiel der Vierzylinder; stärkster Motor war nun ein 5,7-Liter-V8 mit netto 182 kW (248 PS). Im März 1971 nahm Pontiac seine Nova-Version, den Ventura in Produktion, Oldsmobile folgte im Herbst 1972 mit dem Omega und Buick im April 1973 mit dem Apollo. 1973 kamen eine L-Version namens Nova Custom und ein dreitüriges Heckklappen-Coupé ins Programm, der 5,7-Liter mit Doppelvergaser leistete nur noch 130 kW (177 PS). Im Jahr darauf kam er mit Doppelauspuff auf 138 kW (188 PS).
Zum Modelljahr 1975 erhielt der Nova ein größeres Facelift mit komplett neuer Front und größeren Fensterflächen. Zu Nova und Nova Custom kamen ein abgespecktes S-Coupé und die Luxusausführung Nova LN hinzu. Basismotor war nun der 4,1-Liter-Sechszylinder (78 kW/106 PS), dazu standen ein neuer 4,3-Liter-V8 (82 kW/112 PS) und der 5,7-Liter (123 kW/167 PS) im Programm. 1976 ersetzte den LN der Nova Concours, der 1978 in Nova Custom umbenannt wurde. 1977 trat ein Fünfliter-V8 an die Stelle des 4,3-Liters.
Im Frühjahr 1979 endete die Nova-Produktion. Von der zweiten Generation fertigte Chevrolet in 12 Jahren insgesamt 3,43 Millionen Fahrzeuge; Nachfolger war der Chevrolet Citation mit Frontantrieb.

## Nova Serie 1S (1985–1988)
Ab Juni 1985 wurde unter der Bezeichnung Chevrolet Nova eine vom Joint Venture NUMMI, hinter dem General Motors und Toyota standen, in Kalifornien hergestellte Variante des damaligen Toyota Corolla Sprinter angeboten. Im Programm standen eine viertürige Stufenhecklimousine, der ab Herbst 1985 eine fünftürige Schräghecklimousine folgte. Beide wurden von einem 1,6-Liter-Vierzylindermotor angetrieben und in den Ausstattungen Basis und CL angeboten.
1988 folgte der Nova Twin Cam mit einer DOHC-Variante des Toyota-Motors. Die Produktion endete im Sommer 1988 nach 426.888 Exemplaren (darunter nur 3.300 Twin Cam).
Ab 1989 wurde der Nova durch den Prizm der neuen General Motors-Marke Geo abgelöst, der auf dem Corolla Sprinter der nächsten Generation basierte und ebenfalls von NUMMI in Kalifornien gebaut wurde.

## Der Nova in Argentinien
Chevrolet produzierte von 1962 bis 1974 Varianten des Chevy II in Argentinien unter den Bezeichnungen „Chevrolet 400“, „Super“, „Special“, „Super Sport“ und „Rally Sport“. Alle diese Modelle besaßen den Sechszylinder mit 3,2 Litern (107 SAE-PS/79 kW), mit 3,8 Litern (129 SAE-PS/95 kW) oder mit 4,1 Litern Hubraum (157 SAE-PS/115 kW). Ab 1971 gab es auch einen 1950 cm³-Dieselmotor von Peugeot. Die teureren Varianten erhielten 1967 eine Modellpflege mit Doppelscheinwerfern, ansonsten blieb die Karosserie des amerikanischen Ur-Nova weitgehend unverändert. 106.537 Exemplare entstanden bis 1974.
Zudem erfolgte in Argentinien ab 1969 auch die Fertigung des zwei- und viertürigen US-Nova der zweiten Generation unter den Bezeichnungen „Chevy“, „Deluxe“, „Super“, „Super Sport“ und „Malibu“. Diese Modelle besaßen mit Ausnahme des 3,2-Liters die gleichen Motoren wie der noch vier Jahre lang parallel gefertigte Vorgänger. Bis zur Schließung des argentinischen Chevrolet-Werkes im Jahr 1978 wurden dort 47.951 Limousinen und 18.019 Coupés gebaut.